# Condé-Sainte-Libiaire
Condé-Sainte-Libiaire ist eine französische Gemeinde mit 1.470 Einwohnern (Stand: 1. Januar 2022) im Département Seine-et-Marne in der Region Île-de-France. Sie gehört zum Arrondissement Meaux und zum Kanton Serris (bis 2015: Kanton Crécy-la-Chapelle).
Die Einwohner werden Condéens genannt.

## Geographie
Condé-Sainte-Libiaire liegt etwa 36 Kilometer ostnordöstlich von Paris an der Marne, in die hier der Grand Morin mündet. Durch die Gemeinde führt ferner der Canal de Chalifert.

### Nachbargemeinden
Umgeben ist Condé-Sainte-Libiaire von den Gemeinden Isles-lès-Villenoy im Norden, Mareuil-lès-Meaux im Nordosten, Quincy-Voisins im Osten, Couilly-Pont-aux-Dames im Südosten, Montry im Süden sowie Esbly im Westen.

## Bevölkerungsentwicklung
| Jahr      | 1962 | 1968 | 1975 | 1982 | 1990 | 1999 | 2006 | 2013 |
| Einwohner | 399  | 487  | 645  | 1029 | 1365 | 1344 | 1401 | 1420 |

## Gemeindepartnerschaften
- Mit den britischen Ortschaften Trysull und Seisdon in der englischen Grafschaft Staffordshire bestehen Partnerschaften.

## Sehenswürdigkeiten

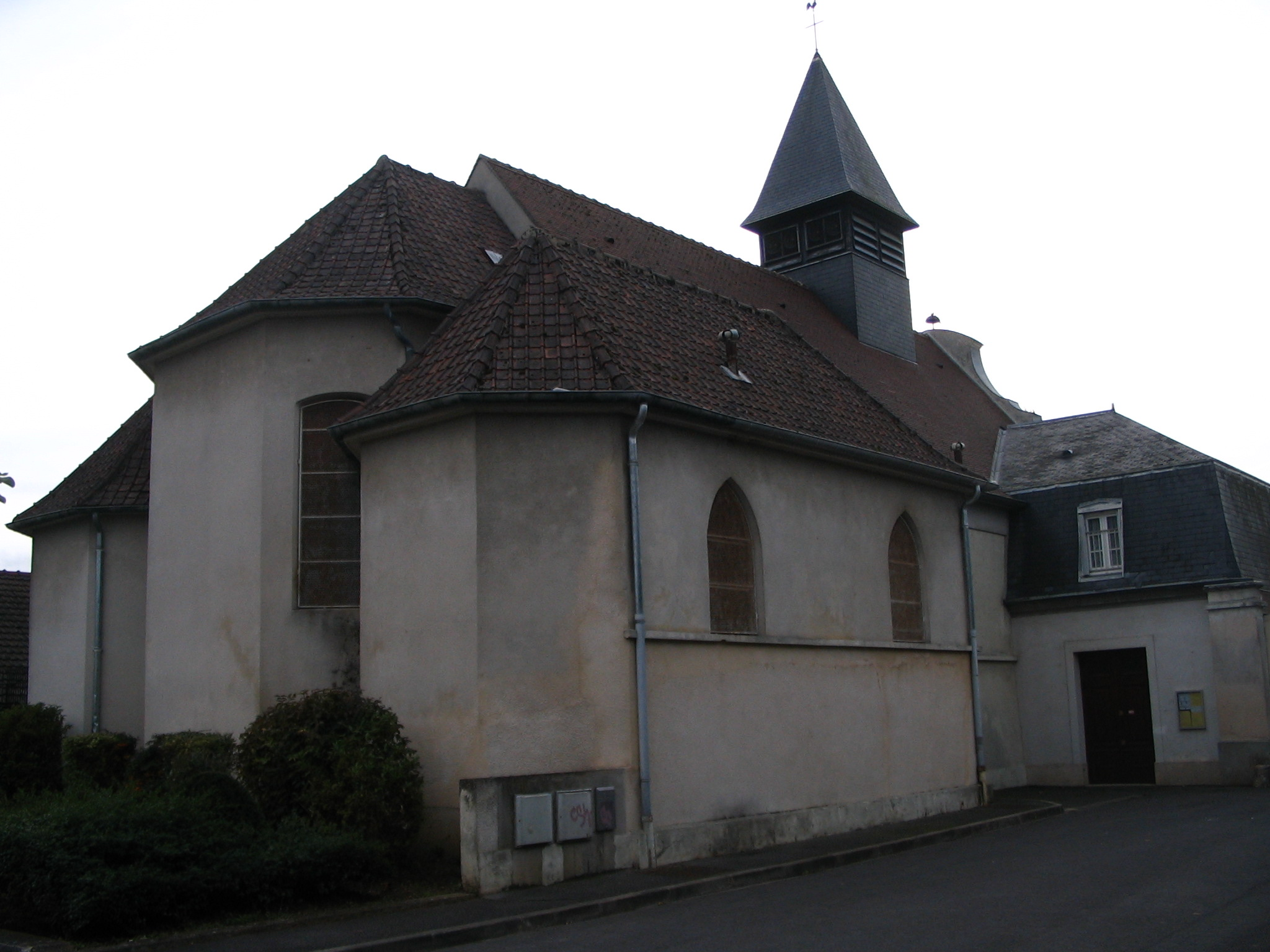
Kirche Sainte-Libiaire

- Kirche Sainte-Libiaire
- Schloss